# Paraphrictidea
Paraphrictidea is een geslacht van rechtvleugeligen uit de familie sabelsprinkhanen (Tettigoniidae). De wetenschappelijke naam van dit geslacht is voor het eerst geldig gepubliceerd in 1933 door Willemse.

## Soorten
Het geslacht Paraphrictidea  is monotypisch en omvat slechts de volgende soort:
- Paraphrictidea karnyi (Willemse, 1933)